# If You Can Believe Your Eyes and Ears
| Recensione                        | Giudizio        |
| --------------------------------- | --------------- |
| AllMusic                          | [ 2 ]           |
| The New Rolling Stone Album Guide | [ 3 ]           |
| Sputnikmusic                      | 3.9 (Excellent) |
| Dizionario del Pop-Rock           | [ 5 ]           |
| 24.000 dischi                     | [ 6 ]           |

If You Can Believe Your Eyes and Ears è il primo album in studio del gruppo musicale statunitense The Mamas & the Papas, pubblicato nel febbraio 1966.

## Accoglienza
L'album ha raggiunto la prima posizione nella Billboard 200 e con Monday, Monday il gruppo ottenne la prima posizione nella classifica statunitense Billboard Hot 100 per tre settimane e quella canadese per due, la seconda posizione in Austria ed Olanda e la quinta in Norvegia, vincendo il Grammy Award come Rock & Roll Group Performance 1967.
Nel 2003, Rolling Stone lo ha inserito al 112º posto nella sua Lista dei 500 migliori album.

## Tracce
Lato A
1. Monday, Monday – 3:03 (John Phillips) – Registrato (circa) nell'ottobre 1965 al (possibile) Western Recorders di Hollywood (California)
2. Straight Shooter – 2:55 (John Phillips) – Registrato (circa) nell'ottobre 1965 al (possibile) Western Recorders di Hollywood (California)
3. Got a Feelin' – 2:44 (Denny Doherty, John Phillips) – Registrato (circa) nell'ottobre 1965 al (possibile) Western Recorders di Hollywood (California)
4. I Call Your Name – 2:32 (John Lennon, Paul McCartney) – Registrato (circa) nell'ottobre 1965 al (possibile) Western Recorders di Hollywood (California)
5. Do You Wanna Dance – 2:58 (Bobby Freeman) – Registrato (circa) nell'ottobre 1965 al (possibile) Western Recorders di Hollywood (California)
6. Go Where You Wanna Go – 2:32 (John Phillips) – Registrato (circa) nell'ottobre 1965 al (possibile) Western Recorders di Hollywood (California)

Lato B
1. California Dreamin' – 2:32 (John Phillips, Michelle Phillips) – Registrato il 2 novembre 1965 al Western Recorders di Hollywood (California)
2. Spanish Harlem – 3:22 (Jerry Leiber, Phil Spector) – Registrato (circa) nell'ottobre 1965 al (possibile) Western Recorders di Hollywood (California)
3. Somebody Groovy – 3:06 (John Phillips) – Registrato (circa) nell'ottobre 1965 al (possibile) Western Recorders di Hollywood (California)
4. Hey Girl – 2:21 (John Phillips, Michelle Phillips) – Registrato (circa) nell'ottobre 1965 al (possibile) Western Recorders di Hollywood (California)
5. You Baby – 2:15 (Philip Flip Sloan, Steve Barri) – Registrato (circa) nell'ottobre 1965 al (possibile) Western Recorders di Hollywood (California)
6. The In Crowd – 3:10 (Billy Page) – Registrato (circa) nell'ottobre 1965 al (possibile) Western Recorders di Hollywood (California)

## Formazione
- John Phillips - voce, chitarra 12 corde
- Michelle Phillips - voce
- Cass Elliot - voce
- Denny Doherty - voce

Musicisti aggiunti
- P. F. Sloan - chitarra
- Larry Knechtel - tastiere
- Joe Osborn - basso
- Hal Blaine - batteria
- Peter Pilafian - violino elettrico
- Bud Shank - flauto (non accreditato, assolo nel brano: California Dreamin')[14]

Note aggiuntive
- Lou Adler - produttore
- Registrazione brani effettuati (circa) nell'ottobre ed il 2 novembre 1965 al Western Recorders di Hollywood (California)[13]
- Bones Howe - ingegnere delle registrazioni
- Guy Webster - fotografie
- Andy Wickham - note retrocopertina album[15]